# Regione ecclesiastica Sardegna
La Regione ecclesiastica Sardegna è un ente ecclesiastico dotato di personalità giuridica eretto dalla Santa Sede ed è una delle sedici regioni ecclesiastiche in cui è suddiviso il territorio della Chiesa cattolica in Italia.
Il suo territorio corrisponde al territorio della regione amministrativa Sardegna della Repubblica Italiana.
La regione ecclesiastica possiede un suo seminario regionale, il Pontificio Seminario Regionale Sardo, ubicato a Cagliari, con la annessa Pontificia facoltà teologica della Sardegna, di cui è gran cancelliere lo stesso presidente della Conferenza episcopale.

## La regione ecclesiastica oggi

### Statistiche
Dati statistici secondo l'Annuario pontificio 2024:
- Superficie in km²: 24.656
- Abitanti: 1.664.351
- Parrocchie: 619
- Numero dei sacerdoti secolari: 721
- Numero dei sacerdoti regolari: 221
- Numero dei diaconi permanenti: 95

### Suddivisione
Questa regione ecclesiastica è composta da dieci diocesi così ripartite:
- Arcidiocesi di Cagliari, metropolitana, che ha come suffraganee:
  - Diocesi di Iglesias;
  - Diocesi di Lanusei;
  - Diocesi di Nuoro.
- Arcidiocesi di Oristano, metropolitana, che ha come suffraganea:
  - Diocesi di Ales-Terralba.
- Arcidiocesi di Sassari, metropolitana, che ha come suffraganee:
  - Diocesi di Alghero-Bosa;
  - Diocesi di Ozieri;
  - Diocesi di Tempio-Ampurias.

## Conferenza episcopale sarda
- Presidente: Antonio Mura, vescovo di Nuoro e di Lanusei
- Vicepresidente: Mauro Maria Morfino, S.D.B., vescovo di Alghero-Bosa
- Segretario: Mario Farci, vescovo di Iglesias[2]

### Vescovi delegati
Dal 12 dicembre 2023:
- Apostolato dei Laici; uso della Lingua Sarda nella Liturgia: Sebastiano Sanguinetti, vescovo emerito di Tempio-Ampurias;
- Beni Culturali e Edilizia di Culto; Comunicazioni Sociali; Pastorale Sociale del Lavoro, del Turismo; Progetto Policoro: Giuseppe Baturi, arcivescovo metropolita di Cagliari;
- Caritas e Migrantes: Antonio Mura, vescovo di Nuoro e di Lanusei;
- Catechesi, Liturgia e Ministeri laicali: Mauro Maria Morfino, vescovo di Alghero-Bosa;
- Clero e Vita Consacrata: Roberto Fornaciari, vescovo di Tempio-Ampurias;
- Educazione, Scuola e Università; Ecumenismo e Dialogo Interreligioso; Insegnamento della Religione Cattolica: vacante;
- Gruppo degli economi; Osservatorio Giuridico: Mosè Marcia, vescovo emerito di Nuoro;
- Missione e Cooperazione tra le Chiese; Tutela dei Minori: Roberto Carboni, arcivescovo metropolita di Oristano e vescovo di Ales-Terralba;
- Pastorale Giovanile e Vocazionale; Pastorale della Famiglia: Corrado Melis, vescovo di Ozieri;
- Sovvenire: cardinale Arrigo Miglio, arcivescovo emerito di Cagliari;
- Pastorale della Salute: Giovanni Paolo Zedda, vescovo emerito di Iglesias.

## Diocesi sarde soppresse

Diocesi sarde medievali

- Diocesi di Bisarcio
- Diocesi di Castro di Sardegna
- Diocesi di Galtellì
- Diocesi di Dolia
- Diocesi di Fordongianus
- Diocesi di Ottana
- Diocesi di Ploaghe
- Diocesi di Santa Giusta
- Diocesi di Sorres
- Diocesi di Suelli
- Diocesi di Sulci
- Diocesi di Tharros